# Тисаесларско дело
Тисаесларското дело е кръвна клевета срещу евреите в Австро-Унгария и последвал съдебен процес през 1880-те години, състоял се в Ниредхаза. Катализира антисемитизма в страната.

## Случаят
В унгарското село Тисаеслар на река Тиса (в днешната област Саболч-Сатмар-Берег, Североизточна Унгария) в началото на 1880-те години преживява малка еврейска общност, състояща се от 25 семейства (5 % от населението на Тисаеслар).
На 1 април 1882 г., непосредствено преди Пасха, изчезва 14-годишното християнско момиче Естер Шоймоши, прислужвало в къщата на Андраш Хури. След месечно издирване излиза слух, че момичето е станало жертва на еврейско ритуално убийство или т.нар. кръвна мъст.
В унгарския парламент Геза Оноди и Дьозьо Иштоци внасят предложение за изваждането от състава му на евреите-депутати. В редица унгарски градове и паланки се провеждат спонтанни и насилствени акции и погроми срещу евреи.
На 4 май с.г. майката на изчезналото момиче внася искане за разследване изчезването на дъщеря ѝ в местния съд, като твърди, че детето ѝ е станало жертва на ритуално убийство от страна на местната еврейска общност.